# Spermacoce prostrata
Espèce
Classification phylogénétique
Synonymes
selon tropicos :
- Borreria heterophylla Brandegee
- Borreria patula M. Martens & Galeotti
- Borreria prostrata (Aubl.) Miq.
- Borreria tampicana DC.
- Spermacoce patula (M. Martens & Galeotti) Hemsl.
- Spermacoce radicans Aubl.[2]

selon GBIF :
- Borreria domingensis Griseb.
- Borreria gracilis (Ruiz & Pav.) F.Dietr.
- Borreria heterophylla Brandegee
- Borreria micrantha Torr. & A.Gray
- Borreria microphylla DC.
- Borreria ocymoides f. bisepala (Bremek.) Steyerm.
- Borreria ocymoides f. tenuis Chodat & Hassl.
- Borreria ocymoides var. bisepala Bremek.
- Borreria ocymoides var. minima Chodat & Hassl.
- Borreria parviflora G.Mey.
- Borreria patula M.Martens & Galeotti
- Borreria prostrata (Aubl.) Miq.
- Borreria ramisparsa DC.
- Borreria tampicana DC.
- Mitracarpus puberulus Benth.
- Spermacoce cephalophora Rusby
- Spermacoce domingensis (Griseb.) C.Wright
- Spermacoce gracilis Ruiz & Pav.
- Spermacoce heterophylla (Brandegee) Govaerts
- Spermacoce parviflora (G.Mey.) A.Gray
- Spermacoce patula (M.Martens & Galeotti) Hemsl.
- Spermacoce ramisparsa (DC.) Hiern
- Spermacoce rotata Poit.
- Spermacoce rotata Poit. ex Roem. & Schult.[3]

Spermacoce prostrata est une espèce de plantes herbacées rudérale d'origine néotropicales appartenant à la famille des Rubiaceae.

## Description
Spermacoce prostrata est une herbacée atteignant jusqu'à 40 cm de haut, souvent faiblement ramifiée, hirtelleuses à glabrescente.
Les feuilles à base aiguës, mesurent 6-35 × 1-10 mm, comportent une stipule engainante longue de 1-1,5 mm, et des soies longues 3-7,1-3 mm.
Les inflorescences sont terminales et axillaires. Le calice porte (2, 3)4 lobes égaux à fortement inégaux, les plus longs mesurant 1-1,2 mm.
La corolle est blanche, longue de 1-1,2 mm, lobée sur environ la moitié de sa longueur.
Le fruit est de forme ellipsoïde, mesurant environ 1 × 1 mm.

## Répartition
Spermacoce prostrata est présent du Mexique au Brésil en passant par l'Amérique centrale, les Antilles, la Colombie, le Venezuela, le Guyana, le Suriname, la Guyane, l'Équateur, le Pérou, et la Bolivie.
Aux Etats-Unis, Spermacoce prostrata est largement répandu en Floride, avec quelques populations isolées en Alabama et dans le Mississippi,.
L'espèce serait naturalisée à Hawaï, en Chine (Hainan, Hong Kong), au Japon, à Taïwan, au Sri Lanka, en Thaïlande et à Java,,
.

## Taxonomie
Spermacoce prostrata a été longtemps combinée avec plusieurs autres taxons sous le nom de Spermacoce ocymoides Burm. f..
Au sein de son complexe, Spermacoce prostrata se distingue par ses capsules cartilagineuses et ses graines ornées d'environ 8 rangées longitudinales de perforations arrondies relativement grandes. Steyermark (dans les herbiers) a apparemment parfois confondu S. prostrata avec Spermacoce hispida. Le nom Spermacoce gracilis Ruiz & Pav. est probablement un synonyme de S. prostrata.

## Écologie
Spermacoce prostrata est une adventice des sites humides perturbés tels que les bords de chemins et de rivières, à 50-400 m d'altitude.
Spermacoce prostrata pousse dans des pâturages du nord de la Floride, où ses fleurs sont visitées par la guêpe Larra bicolor F., parasitoïde spécialiste des courtilières Scapteriscus (Gryllotalpidae).

## Protologue

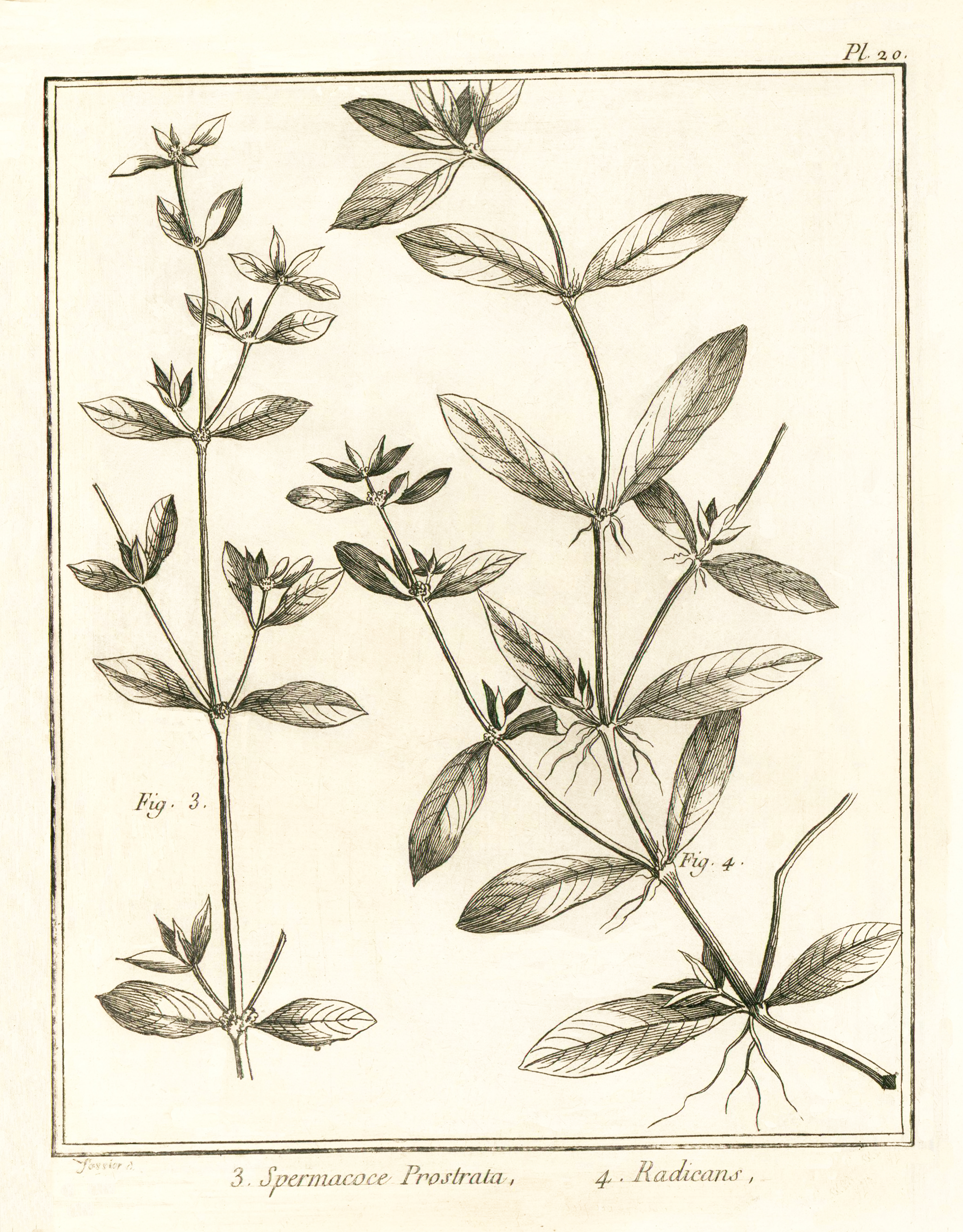
Spermacoce prostrata par Aublet (1775) Planche 20 :
fig. 1 - Spermacoce prostrata.
fig. 2 - Spermacoce radicans..

En 1775, le botaniste Aublet a décrit cette espèce sous deux noms différents Spermacoce prostrata et Spermacoce radicans, dont les protologues sont les suivants :

« 3. SPERMACOCE (proſtrata) foliis parvis, ovatis, levibus. (tabula 20. Fig. 3.)
Hæc ſpecies differt a præcedentibus, caulibus decumbentibus, ramoſis, ramis oppoſitis ; foliis minoribus, viridibus, mollibus, glabris, ovatis, acutis, ſubſeſſilibus, integerrimis.
Habitat ad ripas fluviorum.

LA SPERMACOCE terreſtre. (PLANCHE 20. fig. 3)
Cette troiſième eſpèce diffère des deux précédentes par ſes tiges herbacées qui ſe répandent ſur la ſurface de la terre ; par ſes branches qui ſortent de chaque auTelle de deux feuilles preſque ſeſſiles, ovales, & ſimplement aiguës : celles-ci ſont vertes, douces & liſſes. 
Cette plante croît ſur le bord des rivières. »

— Fusée-Aublet, 1775.

« 4. SPERMACOCE (radicans) foliis lanceolatis, acutis ; floribus parvis. (Tabula 20. Fig. 4.) 

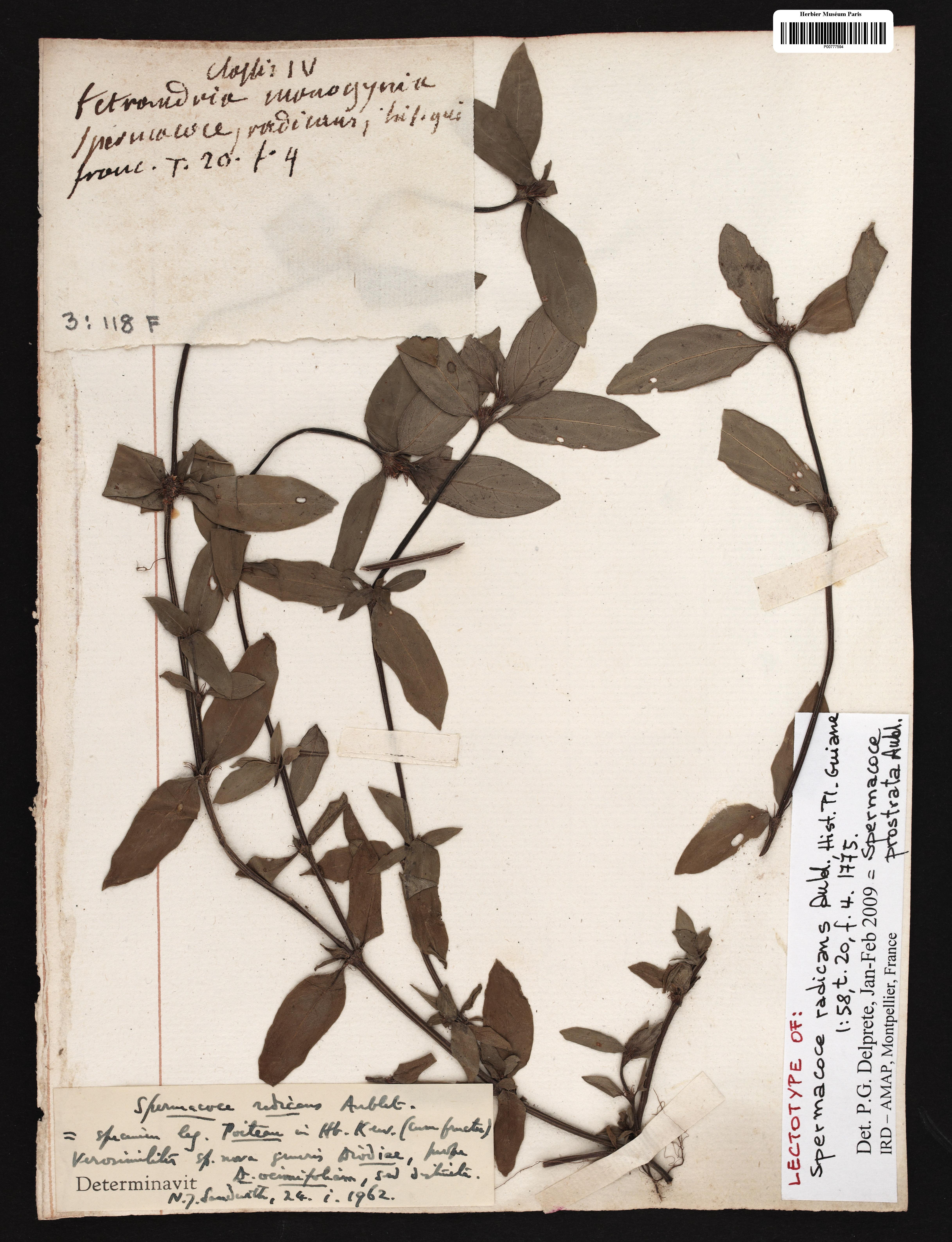
échantillon type de Spermacoce radicans (syn. de Spermacoce prostrata) collecté par Aublet en Guyane

Hæc ſpecies perennis eſt, caules plures, ramoſos, nodiferos, ramis alternis, ſuprà terram ſpargit; & è ſingulis nodis, radiculas protendit, folia anguſta, oblonga, glabra, integerrima, flores ceſpitoſi, axillares, minimi.
Habitat ad ripam fluvii Orapu.

LA SPERMACOCE rampante. (PLANCHE 20. fig. 4)
Cette eſpèce diffère de la précédents, parcequ'elle eſt vivace ; par fes racines qui ſortent de ſes nœuds; par ſes branches rameuſes, & qui naiſſent tantôt à droite, enſuite à gauche de l'aiſſelle d'une feuille , par ſes feuilles étroites & plus longues, & par ſes fleurs plus petites. 
Les deux plantes ci-deſſus ſe plaiſent ſur les bords de la rivière d'Orapu. »

— Fusée-Aublet, 1775.

« Toutes ces eſpèces de Spermacoce ſont employées en ptiſane par les Nègres de Madagaſcar, pour la cure de la gonorrhée. »

— Fusée-Aublet, 1775.